# Campo da Rata
Le Campo da Rata est un lieu de mémoire de la guerre d'Espagne, situé dans la ville de La Corogne, en Galice, à proximité du quartier de Durmideiras, près de la tour d'Hercule, face à l'océan Atlantique.

## Histoire
Après le coup d'État nationaliste du 18 juillet 1936 et dans les années qui suivent, plusieurs centaines de prisonniers sont fusillés dans la région, pour la plupart républicains et syndicalistes.

## Monuments

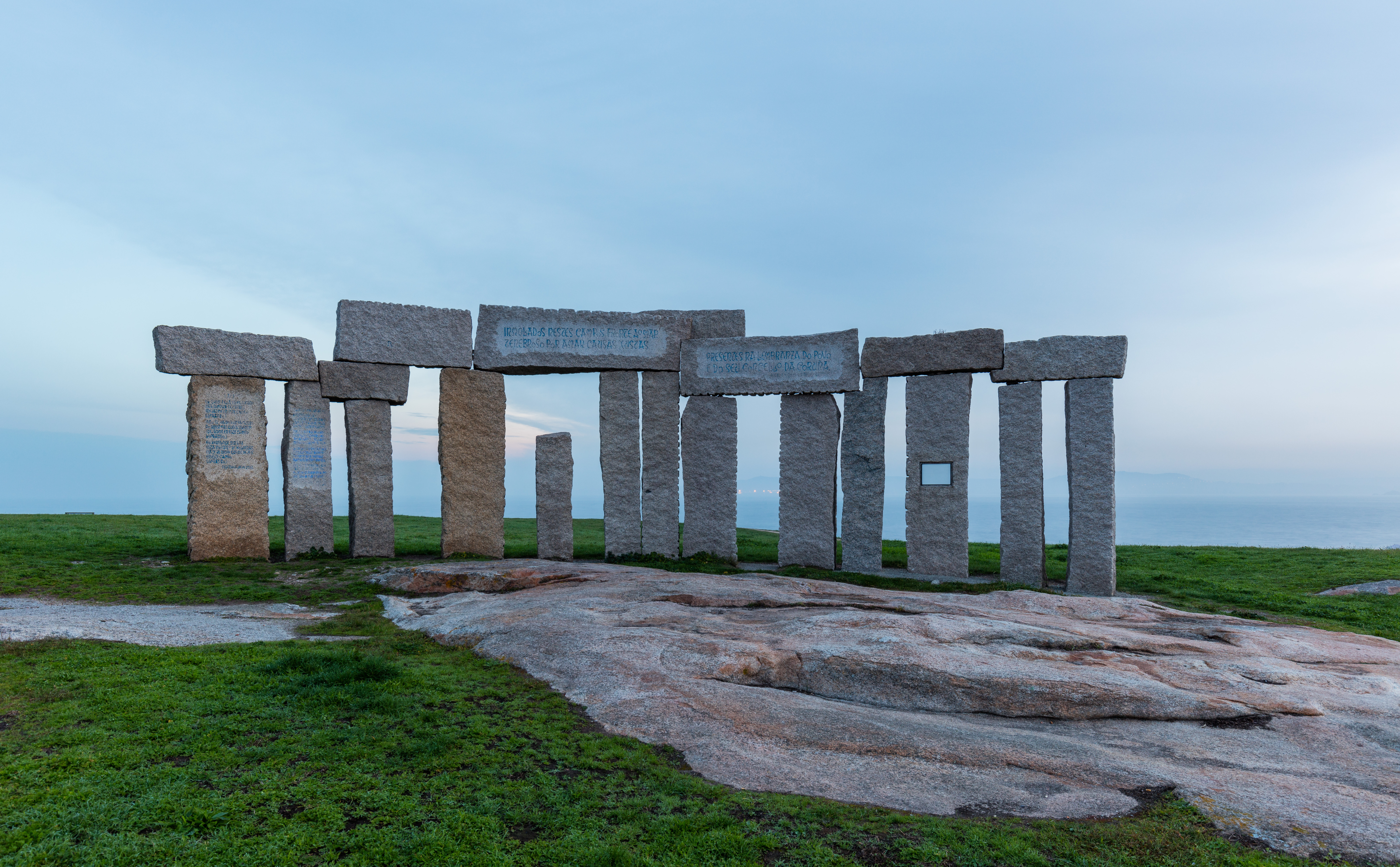
Le Monument aux Fusillés.

Le mémorial est inauguré en 2001. Œuvre d'Isaac Díaz Pardo, il rend hommage aux victimes de la répression franquiste.
Composé de blocs de granit, il comporte l'inscription suivante :

« Inmolados nestes campos frente ao mar tenebroso por amar causas xustas. »

Deux poèmes figurent sur le mémorial, l'un de Federico García Lorca et l'autre d'Uxío Carré Alvarellos.
Il est complété par une deuxième œuvre, Les Menhirs pour la Paix,  du sculpteur Manolo Paz.
Le site fait partie du parc des sculptures de la tour d'Hercule.